# Наумов Павло Олексійович
Павло Олексійович Наумов (7 липня 1919, село Липовка, тепер Максатихинського району Тверської області, Російська Федерація — 2004, Москва) — радянський журналіст, головний редактор журналу «Новое время», голова правління Агентства друку «Новини». Депутат Верховної Ради СРСР 11-го скликання. Кандидат історичних наук.

## Життєпис
Народився в багатодітній селянській родині в селі Липовка (за деякими даними — Грибаниха) Тверської губернії. Навчався в Сидорковській неповній середній школі, потім у Максатихинській середній школі Калінінської області, яку закінчив із відзнакою в 1938 році. Брав активну участь у комсомольській роботі.
З 1939 по 1941 рік — студент факультету журналістики Ленінградського державного університету.
З червня 1941 по листопад 1945 року — в Червоній армії, учасник німецько-радянської війни. Закінчив курси військових перекладачів.
Член ВКП(б) з 1942 року.
Служив військовим перекладачем розвідувального відділу штабу Брянського фронту. З 1944 року — начальник слідчої частини розвідувального відділу штабу штабу 2-го Прибалтійського, потім — Ленінградського фронтів. У 1945 році служив у штабі головного командування Далекосхідного військового округу, учасник радянсько-японської війни.
З 1945 року — у відділі друку Народного комісаріату (Міністерства) закордонних справ СРСР.
Закінчив Вищу дипломатичну школу Міністерства закордонних справ СРСР.
У 1950—1957 роках — кореспондент московського радіо та (з 1953 року) власний кореспондент газети «Правда» в Німецькій Демократичній Республіці та Федеративній Республіці Німеччині.
У 1957—1962 роках — у редакції газети «Правда»; заступник головного редактора тижневика «За рубежом».
У 1962—1967 роках — в апараті ЦК КПРС.
У 1967—1969 роках — відповідальний секретар журналу «Проблемы мира и социализма».
У 1969—1976 роках — головний редактор журналу «Новое время».
У 1976—1983 роках — 1-й заступник голови правління, з лютого 1983 по 1986 рік — голова правління Агентства друку «Новини»
З 1986 року — на пенсії в Москві.

## Звання
- майор адміністративної служби
- капітан адміністративної служби
- інтендант 3-го рангу

## Нагороди та премії
- орден Жовтневої революції (1979)
- два ордени Трудового Червоного Прапора (4.05.1962, 8.05.1968)
- два ордени Вітчизняної війни II ступеня (6.06.1945, 6.04.1985)
- орден Червоної Зірки (31.07.1944)
- медаль «За відвагу» (21.02.1943)
- медаль «За перемогу над Німеччиною у Великій Вітчизняній війні 1941—1945 рр.»
- медаль «За перемогу над Японією»
- медалі
- Заслужений працівник культури РРФСР